# Bločice
Bločice so gručasto obcestno naselje na južnem pobočju Bloške planote ob cesti Grahovo-Bloška Polica, v Občini Cerknica.
Naselje se nahaja ob severnem robu manjše kraške uvale, v kateri so obdelovalne površine, obrobje pa prekrivajo travniki in gozdovi. V okolici so številni manjši kraški izviri, požiralniki in kraške jame. V uvali sta stalna izvira potoka Močila in Korita. Potočka kmalu ponikneta, ob močnem deževju pa dosežeta rob uvale ter združena z vodo iz Mrzle jame ponikneta v Rupencu. Od tod teče voda v izvir Žerovniščice.
Dokumentirana je železnodobna in rimska poselitev kraja.
V naselju stoji podružnična cerkev sv. Primoža in Felicijana, katera se prvič omenja leta 1397. V cerkvi so delno odkrite freske suško-bodeške skupine iz leta 1460. Na steni so sv. Katarina, sv. Barbara, sv. Apolonija, sv. Ahac in sv. Andrej. Pri poslikavi je verjetno sodeloval Suški mojster. Dokončno odkritje fresk bi verjetno pokazalo eno bogatejših poznogotskih poslikav na Slovenskem. Glavni oltar je iz leta 1672.

## Prebivalstvo
Etnična sestava 1991:
- Slovenci: 104 (99 %)
- Hrvati: 1 (1 %)